# Artaxerxes I de Pèrsia
|  | Per a altres significats, vegeu «Artaxerxes I (sassànida)». |

Artaxerxes I (en persa antic 𐎠𐎼𐎫𐎧𐏁𐏂𐎠 Artaxšaçāʰ, a la Bíblia apareix com Artakhshasta, en grec antic: Ἀρταξέρξης) conegut com a μακρόχειρ 'Makrókheir' o en llatí Longimanus va ser Rei dels reis de l'Imperi Persa de l'any 465 aC al 424 aC. Era membre de la dinastia Aquemènida. Va succeir al seu pare Xerxes I. El seu sobrenom era degut segons Plutarc al fet que la seva mà dreta era més llarga que l'esquerra.
Artàban d'Hircània, capità de la guàrdia, va assassinar al seu pare, i va acusar de la mort al príncep Darios. Artaxerxes el va matar i va ser proclamat rei. Immediatament es va enfrontar amb son germà Histaspes, sàtrapa de Bactriana, que es va revoltar, però el va derrotar en dues batalles i Bactriana ja estava en pau el 464 aC. Artàban va voler matar el nou rei però Artaxerxes es va anticipar i el va matar. Els fills d'Artàban d'Hircània es van revoltar però van ser derrotats. Amastris, dona d'Artaxerxes, gelosa de sa cunyada (la dona del príncep Masistes) la va fer eliminar. Masistes se'n va anar a Bactriana on es va revoltar però va morir a la primera batalla (464 aC).
El 463 aC l'estrateg atenenc Temístocles, que havia guanyat la batalla de Salamina però havia estat desautoritzat pels seus compatriotes i condemnat a l'ostracisme, va arribar com a refugiat polític i Artaxerxes li va donar asil, i el govern de Magnèsia, Làmpsac i Jònia Miunte, que va conservar fins a la seva mort cap a l'any 452 aC. El mateix any 463 aC, a Egipte es van revoltar Inaros, governador del delta (probablement un descendent de l'antiga família reial de Sais), i Armiteu, príncep de Sais, revolta que durarà nou anys. El 460 aC els rebels egipcis van derrotar el sàtrapa Aquèmenes, oncle del rei, a Papremis (batalla en què va morir Aquèmenes), i on també va ser derrotada la flota auxiliar fenícia. Els perses van quedar assetjats a Memfis.
El 458 aC Artaxerxes va permetre als jueus reconstruir el temple de Jerusalem i va nomenar gran sacerdot dels jueus a Esdres, considerat favorable als perses, i suposat descendent d'Aaron. Les lleis religioses imposades pel nou gran sacerdot no van quallar i li van costar més tard la seva destitució.
L'any 456 aC Megabazos, general persa, va posar fi a la revolta d'Egipte aixecant el setge de Memfis i derrotant a egipcis i al contingent grec que els ajudava a Papsemis; els assetjadors es van convertir en assetjats a l'illa de Propitis; Megabazos i el sàtrapa de Cilícia, Artabazos, van obligar els grecs a fugir cap a Cirene i els egipcis van capitular amb la garantia personal de Megabazos. Inaros va ser fet presoner i executat, contra la paraula donada per Megabazos (i també van ser morts els grecs capturats), i Armiteu es va haver de refugiar als pantans del delta (455 aC). L'any següent (454 aC) una flota atenenca que desconeixia el final de la resistència egípcia, va arribar al delta i va ser derrotada a Cap Mendes de Pal·lene; Megabazos, veient que no s'havia respectat la seva paraula, es va revoltar, però es va arribar a una solució de compromís i finalment el rei persa el va nomenar sàtrapa d'Abar Nahara (Síria) que es dividia en quatre hiparquies o petites satrapies: Samaria, Idumea, Moabitis i Ammonitis.
Cap a l'any 453 aC o poc després Atenes i Esparta van signar un tractat de pau de cinc anys per dedicar-se a la lluita contra Pèrsia. El 450 aC els atenencs van atacar Xipre sota la direcció de Cimó II i van assetjar als perses a Cítion. Una flota atenenca va evacuar a Armiteu del delta però els seus partidaris van continuar la lluita sota la direcció del seu fill Psamètic. L'any 449 aC els atenencs de Cimó van derrotar els perses a la batalla naval de Salamina, a Xipre en una batalla en què va morir Cimó, seguida d'una altra batalla prop de Salamina, aquesta vegada a terra, amb nova victòria atenenca. Els perses van capitular. El rei de Salamina, Evàgores I, va quedar com únic rei de l'illa. Atenes i Pèrsia van arribar a un acord i es va signar el mateix 449 aC l'anomenada Pau de Càl·lies que va posar fi a les Guerres mèdiques. Pèrsia va reconèixer la independència de les ciutats gregues de l'Àsia Menor i va acceptar que no tindria tropes a menys de tres dies d'aquestes ciutats, i la flota estaria sempre més enllà de Faselis (al sud) i de les illes Cianees (a la mar Negra). Atenes renunciava a Xipre que seria un regne client de Pèrsia, i retirava l'ajut als rebels egipcis, si bé Psamètic va haver de ser reconegut governador persa de Sais. Si els perses van respectar l'acord quant a Xipre i Sais no es pot assegurar, però abans de morir Artaxerxes, el rei Evàgores i el seu pare Nicocles havien hagut de fugir. Artaxerxes va morir el desembre del 424 aC i el va succeir el seu fill Xerxes II.